# Arrondissement di Le Raincy
L'arrondissement di Le Raincy è una suddivisione amministrativa francese, situata nel dipartimento della Senna-Saint-Denis e nella regione della Île-de-France.

## Composizione
L'arrondissement di Le Raincy raggruppa 16 comuni in 13 cantoni:
- cantone di Aulnay-sous-Bois-Nord
- cantone di Aulnay-sous-Bois-Sud
- cantone di Le Blanc-Mesnil
- cantone di Gagny
- cantone di Livry-Gargan
- cantone di Montfermeil
- cantone di Neuilly-Plaisance
- cantone di Neuilly-sur-Marne
- cantone di Noisy-le-Grand
- cantone di Le Raincy
- cantone di Sevran
- cantone di Tremblay-en-France
- cantone di Villepinte